# Deutsche Post Adress

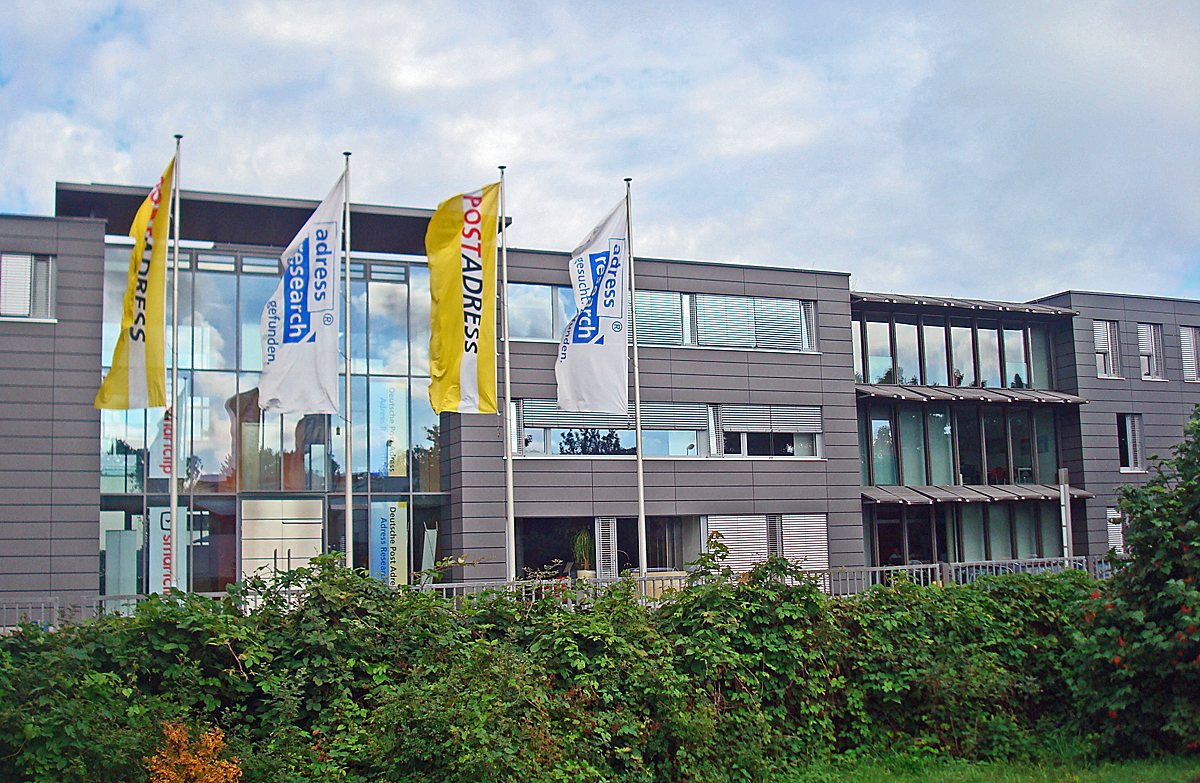
Zentrale der Deutschen Post Adress in Gütersloh

Die Deutsche Post Adress GmbH und Co. KG ist ein Joint Venture der Deutschen Post und Bertelsmann/Arvato. Firmensitz ist die ostwestfälische Kreisstadt Gütersloh in Nordrhein-Westfalen, darüber hinaus unterhält das Unternehmen ein Vertriebsbüro in Frankfurt am Main sowie seine Kundenbetreuung in Mayen in Rheinland-Pfalz. Zur Deutsche-Post-Adress-Gruppe gehören die beiden 100-%-Tochterfirmen ABIS GmbH in Frankfurt am Main und RISER ID Services GmbH in Berlin.

## Adressaktualisierung
Das Unternehmen aktualisiert mit seiner Umzugsdatenbank „Postadress Move“ Kundenadressen von Unternehmen auf Basis aktueller Umzugsinformationen aus den Nachsendeaufträgen von Verbrauchern und Firmen. Unter dem Namen „Postadress Gone“ werden Unternehmen unzustellbare Anschriften und Verstorbeneninformationen für die Bereinigung von Kundendatenbanken zur Verfügung gestellt. Ergänzend werden internationale Adressmanagement-Dienstleistungen angeboten. Die Aktualisierung von Firmenstammdaten wie z. B. nach Sitzverlegungen, Fusionen, Rechtsformwechseln oder Umfirmierungen erfolgt unter der Bezeichnung „Postadress Business“.
Ca. 90 % der Versandhandelsunternehmen, 70 % der größten Versicherungen und ein Großteil der Banken nutzen über die Deutsche Post Adress Umzugsinformationen zur Aktualisierung ihrer Kundendaten. Pro Jahr melden ca. 4 Millionen Privatpersonen ihren Umzug über den Nachsendeauftrag. Das sind ca. 50 % aller Umziehenden pro Jahr. Aufgrund der hohen Qualität der Daten aus den Nachsendeaufträgen und der hohen Anzahl von Umzugsadressen kann die Deutsche Post Adress als Marktführer im Bereich der Vermarktung von Umzugsadressen bezeichnet werden. Jede Umzugsadresse aus einem Nachsendeauftrag, bei dem der Nutzer der Weitergabe seiner Adresse nicht widersprochen hat, wird schätzungsweise bis zu zehn Mal zu jeweils 1,20 Euro aktualisiert.

## Adressermittlung
Unter der Marke „Adressresearch“ bietet die Deutsche Post Adress Unternehmen die Ermittlung zustellfähiger Adressen unbekannt verzogener Privatpersonen und Unternehmen an. Aktuelle Adressen von Privatpersonen werden maßgeblich über eine Schnittstelle zu den mehr als 5.000 Meldeämtern abgefragt. Zusätzlich werden „weitere sichere“, nicht näher bezeichnete Quellen zur Adressermittlung herangezogen. Sofern diese Recherchen ergebnislos sind, werden zusätzliche Dienstleistungen angeboten. Bei der „Langzeitbeobachtung“ wird die Adresse regelmäßig gegen Referenzdatenbestände abgeglichen. Sofern die vermisste Privatperson sich also später ummeldet oder andere Aktivitäten unter Angabe seiner Adresse durchführt, wird ihre neue Adresse an den Auftraggeber gemeldet. Das Hinzufügen von Telefonnummern zu vorhandenen Kundenadressen sowie telefonische Recherchen komplettieren die Angebotspalette.

## Umzugsstudien
2018, 2021 und 2024 veröffentlichte die Deutsche Post Adress unter dem Titel „So zieht Deutschland um“ Studien zum Umzugsverhalten der Bevölkerung in Deutschland. Für die Auswertung wurden eigene Daten sowie Informationen aus einer Befragung von Umziehenden durch das Bielefelder Marktforschungsinstitut Interrogare herangezogen.

## Umzugsportal
Die Deutsche Post Adress betreibt mit umziehen.de ein Portal mit Beiträgen rund um das Thema „Umzug“. Umziehende können Checklisten verwenden oder online Dienstleistungen wie den Nachsendeservice oder die Umzugsmitteilung beauftragen. Unternehmen wie Baumärkte oder Energieversorger nutzen das Portal, um umzugsrelevante Angebote zu präsentieren.

## Kritik
Im Zusammenhang mit dem früheren Monopol auf Postdienstleistungen hat die Deutsche Post AG über die Nachsendeaufträge nach wie vor ein faktisches Monopol auf die Umzugsadressen. Unternehmen und Verbraucher sind somit quasi gezwungen, sich diesem Prozedere zu den von der Deutschen Post AG festgelegten Gebühren zu unterwerfen. Kritiker bemängeln, dass kein ausreichender Wettbewerb stattfinde. Bei einem Wettbewerb um die Umzugsadressen der Verbraucher ist zu erwarten, dass die Gebühren für den Nachsendeauftrag sinken und Verbraucher am Wert der Umzugadresse beteiligt würden.
Die bundespolitische Diskussion 2012/2013 um die Novellierung des Meldegesetzes zeigte die Brisanz von Abfragen der Meldeämter durch die Wirtschaft. Einmal abgefragte Einwohnermeldeamtdaten wurden in sogenannten Datenpools zwischengespeichert und mehrfach verwendet, ohne dass der Abfrageprozess wiederholt werden musste. So bestand damals die Gefahr, dass auf Basis der Daten der Meldeämter „Schattendatenbanken“ entstehen, die die informationelle Selbstbestimmung weiter einschränkten und deren Verwendung nur schwer zu kontrollieren war. Dieses Vorgehen wurde von Datenschützern kritisiert. Das Unternehmen Deutsche Post Adress sah in seinem Jahresabschluss für 2010 selbst die Gefahr, dass vor dem Hintergrund von Datenmissbrauchsfällen solche Datensammlungen generell verboten werden.
Nicht nur aufgrund dieses Kritikpunkts, sondern vor allem wegen ihrer Erfassung von Adressen und der Zusammenführung mit weiteren Daten wurde das Unternehmen 2013 mit einem Big Brother Award ausgezeichnet, dem Negativpreis des Vereins digitalcourage.